# Saison 2014-2015 du Pro12
Navigation
Pro12 2013-2014 Pro12 2015-2016
La saison 2014-2015 du Pro12, ou Guinness Pro12 du nom de son sponsor du moment, voit s'affronter douze franchises écossaises, galloises, irlandaises et italiennes de rugby à XV. Le championnat débute le 5 septembre 2014 pour s'achever par une finale le 31 mai 2015. La première phase est dite régulière avec des doubles confrontations en matchs aller-retour. À l'issue des vingt-deux journées de la phase régulière, les quatre premières équipes sont qualifiées pour la phase de playoff avec des demi-finales et une finale pour l'attribution du titre. Le Leinster est le champion en titre, mais est éliminé de la course à la phase finale dès la vingtième journée.
Elle est renommée à partir de cette saison, d'après son nouveau sponsor principal, la marque de bière Guinness,.
Les Glasgow Warriors sont titrés le 30 mai 2015 en surclassant le Munster en finale (31-13, 4 essais à 1). C'est le premier titre pour Glasgow dans la compétition, et le premier titre, en général, pour une équipe écossaise dans ce championnat.

## Liste des équipes en compétition
| Franchises irlandaises - Connacht - Leinster - Munster - Ulster | Franchises galloises - Cardiff Blues - Newport Gwent Dragons - Scarlets - Ospreys |
| Franchises écossaises - Édimbourg Rugby - Glasgow Warriors      | Franchises italiennes - Benetton Trévise - Zebre                                  |

## Résumé des résultats

### Classement de la phase régulière
| Rang | Franchise             | J  | V  | N | D  | Bo | Bd | Pm  | Pe  | Diff | Pts |
| ---- | --------------------- | -- | -- | - | -- | -- | -- | --- | --- | ---- | --- |
| 1    | Glasgow Warriors      | 22 | 16 | 1 | 5  | 9  | 0  | 540 | 360 | +180 | 75  |
| 2    | Munster               | 22 | 15 | 2 | 5  | 8  | 3  | 581 | 367 | +214 | 75  |
| 3    | Ospreys               | 22 | 16 | 1 | 5  | 6  | 2  | 546 | 358 | +188 | 74  |
| 4    | Ulster                | 22 | 14 | 2 | 6  | 6  | 3  | 524 | 372 | +152 | 69  |
| 5    | Leinster (T)          | 22 | 11 | 3 | 8  | 8  | 4  | 483 | 375 | +108 | 62  |
| 6    | Scarlets              | 22 | 11 | 3 | 8  | 4  | 3  | 452 | 388 | +64  | 57  |
| 7    | Connacht              | 22 | 10 | 1 | 11 | 3  | 5  | 447 | 419 | +28  | 50  |
| 8    | Édimbourg Rugby       | 22 | 10 | 1 | 11 | 3  | 3  | 399 | 419 | -20  | 48  |
| 9    | Newport Gwent Dragons | 22 | 8  | 0 | 14 | 4  | 6  | 393 | 484 | -91  | 42  |
| 10   | Cardiff Blues         | 22 | 7  | 1 | 14 | 3  | 2  | 430 | 545 | -115 | 35  |
| 11   | Benetton Trévise      | 22 | 3  | 1 | 18 | 2  | 3  | 306 | 641 | -335 | 19  |
| 12   | Zebre                 | 22 | 3  | 0 | 19 | 0  | 3  | 266 | 639 | -373 | 15  |

|  | Qualifiés pour la phase finale et la Coupe d'Europe 2015-2016 (no 1, no 2, no 3, no 4). |
|  | Qualifiés pour la Coupe d'Europe 2015-2016.                                             |
|  | Qualifié pour le barrage de la Coupe d'Europe 2015-2016.                                |
|  | T : tenant du titre 2014                                                                |

Attribution des points : victoire : 4, match nul : 2, défaite : 0 ; plus les bonus (offensif : 4 essais marqués ; défensif : défaite par 7 points d'écart maximum).
Règles de classement : 1. Nombre de victoires ; 2.différence de points ; 3. nombre d'essais marqués ; 4. nombre de points marqués ; 5. différence d'essais ; 6. rencontre supplémentaire si la première place est concernée sinon nombre de cartons rouges, puis jaunes.
Règles de qualification en Coupe d'Europe : Sept clubs sont qualifiés pour la Coupe d'Europe. Sont qualifiés directement les meilleurs clubs de chaque nation, ainsi que les quatre premiers du classement. Les places restantes sont octroyées aux équipes les mieux classées en dehors du top 4. L'équipe la mieux classée hors de ces critères joue le barrage de la coupe d'Europe.

### Phase finale
Les quatre premiers de la phase régulière sont qualifiés pour les demi-finales. L'équipe classée première affronte à domicile celle classée quatrième alors que la seconde reçoit la troisième. La finale a lieu, pour la première année depuis le retour de la formule de phase finale, sur un terrain neutre choisi par la ligue à l'issue de la saison régulière.
|  | Demi-finales                            | Demi-finales                            |                  |    | Finale                                 | Finale                                 |
|  | Demi-finales                            | Demi-finales                            |                  |    | Finale                                 | Finale                                 |
|  |                                         |                                         |                  |    |                                        |                                        |
|  | 22 mai 2015, Scotstoun Stadium, Glasgow | 22 mai 2015, Scotstoun Stadium, Glasgow |                  |    | 30 mai 2015, Kingspan Stadium, Belfast | 30 mai 2015, Kingspan Stadium, Belfast |
|  | 22 mai 2015, Scotstoun Stadium, Glasgow | 22 mai 2015, Scotstoun Stadium, Glasgow |                  |    | 30 mai 2015, Kingspan Stadium, Belfast | 30 mai 2015, Kingspan Stadium, Belfast |
|  | [1] Glasgow Warriors                    | 16                                      |                  |    | 30 mai 2015, Kingspan Stadium, Belfast | 30 mai 2015, Kingspan Stadium, Belfast |
|  | [1] Glasgow Warriors                    | 16                                      |                  |    | 30 mai 2015, Kingspan Stadium, Belfast | 30 mai 2015, Kingspan Stadium, Belfast |
|  | [4] Ulster                              | 14                                      |                  |    | 30 mai 2015, Kingspan Stadium, Belfast | 30 mai 2015, Kingspan Stadium, Belfast |
|  | [4] Ulster                              | 14                                      | Glasgow Warriors | 31 |                                        |                                        |
|  | 23 mai 2015, Thomond Park, Limerick     |                                         | Glasgow Warriors | 31 |                                        |                                        |
|  |                                         | Munster                                 | 13               |    |                                        |                                        |
|  | [2] Munster                             | Munster                                 | 13               | 21 |                                        |                                        |
|  | [2] Munster                             |                                         |                  | 21 |                                        |                                        |
|  | [3] Ospreys                             | 18                                      |                  |    |                                        |                                        |
|  | [3] Ospreys                             | 18                                      |                  |    |                                        |                                        |

## Résultats détaillés

### Phase régulière

#### Tableau synthétique des résultats
L'équipe qui reçoit est indiquée dans la colonne de gauche.
| Clubs                 | CAR   | CON   | DRA   | EDI   | GLA   | LEI   | SCA   | MUN   | OSP   | TRE   | ULS   | ZEB   |
| --------------------- | ----- | ----- | ----- | ----- | ----- | ----- | ----- | ----- | ----- | ----- | ----- | ----- |
| Cardiff Blues         |       | 18-17 | 17-23 | 21-15 | 12-33 | 13-22 | 21-9  | 24-28 | 23-31 | 35-26 | 9-26  | 29-5  |
| Connacht              | 24-24 |       | 16-11 | 13-16 | 13-31 | 10-9  | 14-8  | 24-16 | 20-24 | 53-5  | 20-27 | 43-3  |
| Newport Gwent Dragons | 9-11  | 25-30 |       | 19-5  | 13-33 | 25-22 | 10-29 | 12-38 | 15-17 | 33-15 | 26-22 | 25-11 |
| Édimbourg Rugby       | 28-13 | 13-14 | 24-10 |       | 20-8  | 23-36 | 20-20 | 3-34  | 24-16 | 48-0  | 17-20 | 37-0  |
| Glasgow Warriors      | 36-17 | 39-21 | 19-15 | 16-6  |       | 22-20 | 22-7  | 21-18 | 19-16 | 17-9  | 32-10 | 26-5  |
| Leinster              | 37-23 | 21-11 | 14-16 | 33-8  | 34-34 |       | 42-12 | 23-34 | 18-12 | 10-0  | 24-11 | 29-8  |
| Scarlets              | 16-6  | 32-14 | 26-13 | 15-26 | 19-9  | 23-13 |       | 25-25 | 22-10 | 43-0  | 32-32 | 28-13 |
| Munster               | 33-16 | 42-20 | 50-27 | 13-14 | 22-10 | 28-13 | 17-6  |       | 14-19 | 30-19 | 21-20 | 31-5  |
| Ospreys               | 26-15 | 26-11 | 22-11 | 62-13 | 21-10 | 9-9   | 17-15 | 26-12 |       | 44-13 | 31-20 | 53-22 |
| Benetton Trévise      | 40-24 | 6-9   | 17-32 | 8-29  | 23-40 | 24-24 | 13-17 | 10-21 | 13-33 |       | 20-24 | 17-15 |
| Ulster                | 36-17 | 13-10 | 23-6  | 30-0  | 29-9  | 26-10 | 25-20 | 23-23 | 25-16 | 43-3  |       | 33-13 |
| Zebre                 | 26-41 | 10-40 | 23-17 | 18-10 | 10-54 | 3-20  | 26-28 | 7-31  | 14-15 | 16-26 | 13-6  |       |

|  | Victoire à domicile |  | Match nul |  | Défaite à domicile |

### Phase finale

#### Demi-finales
| 22 mai 2015 19 h 45 | Glasgow Warriors                                                                                               | 16 – 14 (6–8) | Ulster                                                  | Scotstoun Stadium, Glasgow 10 000 spectateurs Arbitre : George Clancy |
| 22 mai 2015 19 h 45 | Essai(s) : Van der Merwe (76e) Transformation(s) : Russell (77e) Pénalité(s) : Russell 2 (6e, 61e), Hogg (14e) |               | Essai(s) : Henry Pénalité(s) : Pienaar 3 (2e, 56e, 67e) | Scotstoun Stadium, Glasgow 10 000 spectateurs Arbitre : George Clancy |
| 22 mai 2015 19 h 45 | |               |                                                         | Scotstoun Stadium, Glasgow 10 000 spectateurs Arbitre : George Clancy |

| 23 mai 2015 14 h 30 | Munster                                                                              | 21 – 18 (11–3) | Ospreys                                                                                                 | Thomond Park, Limerick 16 158 spectateurs Arbitre : Nigel Owens |
| 23 mai 2015 14 h 30 | Essai(s) : Zebo (40e), Hurley (43e), Butler (50e) Pénalité(s) : Keatley 2 (17e, 23e) |                | Essai(s) : Webb (47e), Hassler (53e) Transformation(s) : Biggar (54e) Pénalité(s) : Biggar 2 (14e, 66e) | Thomond Park, Limerick 16 158 spectateurs Arbitre : Nigel Owens |
| 23 mai 2015 14 h 30 |                                                                                      |                | | Thomond Park, Limerick 16 158 spectateurs Arbitre : Nigel Owens |

#### Finale
| 30 mai 2015 18 h 30 | Glasgow Warriors | 31 – 13 (21–10) | Munster                                                                                     | Kingspan Stadium, Belfast 17 057 spectateurs Arbitre : Nigel Owens |
| 30 mai 2015 18 h 30 | Essai(s) : Harley (9e), Van der Merwe (26e), Pyrgos (32e), Russell (59e) Transformation(s) : Russell 4 (10e, 27e, 33e, 61e) Pénalité(s) : Weir (74e) |                 | Essai(s) : Smith (38e) Transformation(s) : Keatley (39e) Pénalité(s) : Keatley 2 (24e, 49e) | Kingspan Stadium, Belfast 17 057 spectateurs Arbitre : Nigel Owens |
| 30 mai 2015 18 h 30 | |                 |                                                                                             | Kingspan Stadium, Belfast 17 057 spectateurs Arbitre : Nigel Owens |

## Statistiques
Mises à jour le 30 mai 2015

### Meilleurs réalisateurs
| Rang | Joueur        | Club          | Poste            | Points | Essais | Transf. | Pén. | Drops |
| ---- | ------------- | ------------- | ---------------- | ------ | ------ | ------- | ---- | ----- |
| 1    | Ian Keatley   | Munster       | Demi d'ouverture | 184    | 1      | 34      | 37   | 0     |
| 2    | Dan Biggar    | Ospreys       | Demi d'ouverture | 176    | 4      | 33      | 30   | 0     |
| 3    | Ian Madigan   | Leinster      | Demi d'ouverture | 140    | 4      | 24      | 23   | 1     |
| 4    | Rhys Patchell | Cardiff Blues | Demi d'ouverture | 132    | 3      | 21      | 25   | 0     |
| 5    | Sam Davies    | Ospreys       | Demi d'ouverture | 130    | 0      | 14      | 32   | 2     |

### Meilleurs marqueurs
| Rang | Joueur            | Club             | Poste                | Essais |
| ---- | ----------------- | ---------------- | -------------------- | ------ |
| 1    | Rhys Webb         | Ospreys          | Demi de mêlée        | 12     |
| 2    | Craig Gilroy      | Ulster           | Ailier               | 11     |
| 3    | CJ Stander        | Munster          | Troisième ligne aile | 9      |
| 3    | Simon Zebo        | Munster          | Ailier               | 9      |
| 4    | DTH van der Merwe | Glasgow Warriors | Ailier               | 8      |

## Récompenses
| Poste                  | Joueur               | Club             |
| ---------------------- | -------------------- | ---------------- |
| Arrière                | Liam Williams        | Scarlets         |
| Ailier droit           | Tommy Seymour        | Glasgow Warriors |
| Centres                | Robbie Henshaw       | Connacht         |
| Centres                | Peter Horne          | Glasgow Warriors |
| Ailier gauche          | Craig Gilroy         | Ulster           |
| Demi d'ouverture       | Dan Biggar           | Ospreys          |
| Demi de mêlée          | Rhys Webb            | Ospreys          |
| Troisième ligne centre | Josh Strauss         | Glasgow Warriors |
| Troisièmes lignes aile | Tommy O'Donnell      | Munster          |
| Troisièmes lignes aile | CJ Stander           | Munster          |
| Deuxièmes lignes       | Franco van der Merwe | Ulster           |
| Deuxièmes lignes       | Alun Wyn Jones       | Ospreys          |
| Pilier droit           | WP Nel               | Édimbourg Rugby  |
| Talonneur              | Rory Best            | Ulster           |
| Pilier gauche          | Denis Buckley        | Connacht         |

| Récompense                | Lauréat                             |
| ------------------------- | ----------------------------------- |
| Joueur de la saison       | Rhys Webb (Ospreys)                 |
| Jeune joueur de la saison | Sam Hidalgo-Clyne (Édimbourg Rugby) |
| Coach de la saison        | Gregor Townsend (Glasgow Warriors)  |
| Prix d'honneur            | Alastair Kellock (Glasgow)          |
| Botte d'or                | Ian Madigan (Leinster)              |
| "Collision Kings"         | Glasgow Warriors                    |
| Prix du fair play         | Connacht                            |
| Essai de la saison        | Craig Gilroy (Ulster/Scarlets)      |